# Emenda Constitucional n.º 123 à Constituição brasileira de 1988

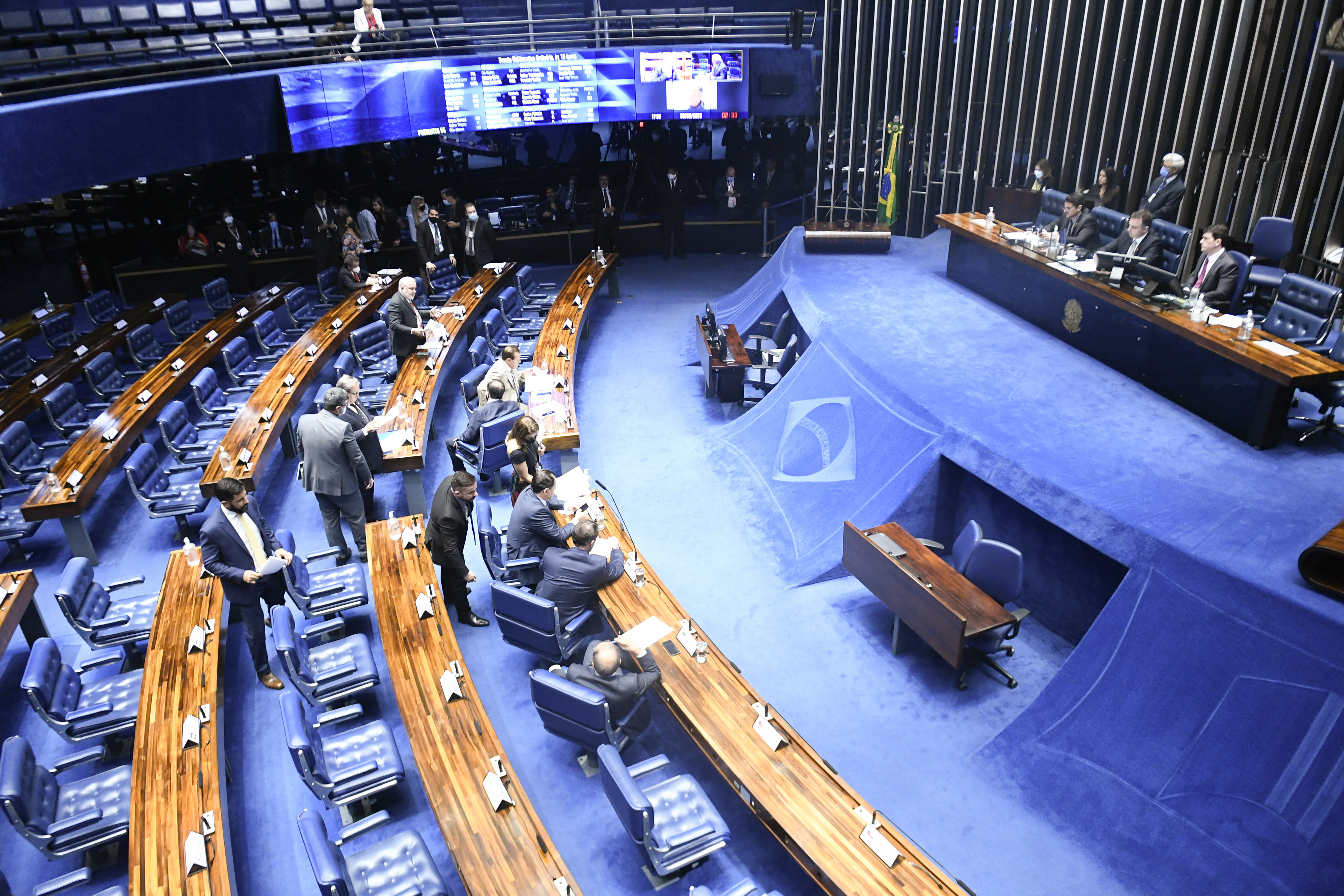
Plenário do Senado Federal do Brasil votando pela PEC em 30 de junho de 2022

A Emenda Constitucional n.º 123, conhecida popularmente durante sua fase de tramitação como PEC das Bondades ou PEC Kamikaze, é uma emenda à Constituição brasileira de 1988 que prevê a ampliação de benefícios sociais. Foi aprovada no Senado Federal e depois na Câmara dos Deputados no dia 12 de julho. Dois dias depois, foi promulgada pelo Congresso Nacional.

## Características
Conforme o texto da Proposta de Emenda à Constituição (PEC), relatado pelo senador Fernando Bezerra (MDB-PE), a emenda prevê, até o fim de 2022:
- Auxílio Brasil: ampliação de de 400 reais mensais para 600, além da previsão de cadastro de 1,6 milhão de novas famílias no programa (custo estimado: 26 bilhões de reais);
- Caminhoneiros autônomos: criação de um "voucher" de mil reais (custo estimado: 5,4 bilhões de reais);
- Auxílio-Gás: ampliação de 53 reais para o valor de um botijão de gása cada dois meses — em junho de 2022, segundo a Agência Nacional do Petróleo, Gás Natural e Biocombustíveis (ANP), o preço médio do botijão de 13 quilos era de 112,60 reais (custo estimado: 1,05 bilhão de reais);
- Transporte gratuito de idosos: compensação aos estados para atender a gratuidade do transporte público de idosos, já prevista em lei (custo estimado: 2,5 bilhões de reais);
- Auxílio para taxistas: benefícios para taxistas devidamente registrados até 31 de maio de 2022 — o valor total dessa medida seria de até 2 bilhões de reais;
- Alimenta Brasil: repasse de 500 milhões reais ao programa, que prevê a compra de alimentos produzidos por agricultores familiares e distribuição a famílias em insegurança alimentar, entre outras destinações;
- Etanol: por meio de créditos tributários, repasse de até 3,8 bilhões de reais, para a manutenção da competitividade do etanol sobre a gasolina.

O gasto total aproximado é por volta de 41,2 bilhões de reais. Para possibilitar a criação de novos benefícios, o texto prevê a decretação de estado de emergência no país, que decorreria "da elevação extraordinária e imprevisível dos preços do petróleo, combustíveis e seus derivados e dos impactos sociais deles decorrentes".

## Histórico
No início de 2022, foi criada por Carlos Fávaro (PSD-MT) e Alexandre Silveira (PSD-MG) a PEC dos Caminhoneiros, ou PEC 1. A proposta foi apelidada de "PEC Kamikaze" por Paulo Guedes, por considerar o texto original "suicida" e capaz de provocar efeitos fiscais nocivos. Mais tarde, foi criada a PEC dos Combustíveis (PEC 16) por Carlos Portinho (PL-RJ). O presidente da Câmara, Arthur Lira (PP-AL), apenou a PEC 16 à PEC 1, e esta foi apenada à PEC 15, que trata de biocombustíveis. Como a PEC 15 já estava na etapa de comissão especial, juntar as propostas eliminou a passagem da PEC 1 pela Comissão de Constituição e Justiça e de Cidadania, acelerando o processo. No dia 30 de junho de 2022, a proposta foi aprovada em primeiro turno por 72 votos a 1 e em segundo turno por 67 votos a 1 no Senado Federal do Brasil.
Na manhã do dia 7 de julho, a Câmara dos Deputados fez uma sessão de um minuto para agilizar a votação da proposta. O deputado Lincoln Portela (PL-MG), primeiro-vice-presidente da Câmara, presidiu a sessão. Às 6h30, declarou: "A lista de presença registra na Casa o comparecimento de 65 senhoras deputadas e senhores deputados. Está aberta a sessão". Às 6h31, disse: "Está encerrada a sessão". O texto-base da PEC foi aprovada em comissão especial da Câmara na tarde do mesmo dia, por 36 votos a 1. Seria votada no Plenário da Câmara dos Deputados no mesmo dia, mas o presidente da Câmara, Arthur Lira, considerou insuficiente o quórum e adiou a votação para 12 de julho. No mesmo dia, o deputado Nereu Crispim (PSD-RS) pediu ao Supremo Tribunal Federal (STF) a suspensão da tramitação da PEC, pois teria ferido princípios constitucionais. O ministro do STF André Mendonça negou o pedido.
No dia 12 de julho, por 393 votos a 14 em primeiro turno e 469 votos a 17 em segundo turno, a PEC foi aprovada, com todos os destaques (propostas de mudança do texto) sendo rejeitados. Dois dias depois, o Congresso Nacional promulgou a PEC com a presença do presidente do Brasil, Jair Bolsonaro.

## Críticas
Senadores da oposição criticaram a previsão do governo de decretar estado de emergência na tentativa de prover os benefícios e classificaram a medida como "eleitoreira". A Lei das Eleições proíbe a criação de novos benefícios sociais em ano eleitoral, mas o estado de emergência daria respaldo legal para o governo criar benefícios em ano eleitoral. Nos dois turnos, o único voto contrário foi o do senador José Serra (PSDB-SP), que declarou: "Às vésperas das eleições, o Senado tenta aprovar uma emenda à Constituição instituindo uma situação de emergência para liberar gastos da ordem de 38 bilhões de reais, passando por cima de todas as regras fiscais". Ainda assim, a oposição ao governo votou favoravelmente à PEC.
Economistas ouvidos pela BBC News Brasil disseram que a PEC poderia trazer efeitos negativos, incluindo "o aumento das despesas públicas, desconfiança do mercado sobre a política fiscal; pressão sobre a taxa de juros; aumento da inflação; e dificuldades fiscais para quem quer que assuma o governo em 2023".
O presidente Jair Bolsonaro resumiu as mudanças com a PEC como "uma ajuda". Ainda que a proposta tenha sido aprovada com apoio de seus partidos, os então pré-candidatos à presidência Luiz Inácio Lula da Silva (PT) e Ciro Gomes (PDT) criticaram a proposta, com o primeiro dizendo que a PEC era um "projeto eleitoral" e que Jair Bolsonaro estava tentando "comprar o povo". Já Ciro chamou a proposta de "fraude eleitoral" que desrespeita a Constituição. André Janones (Avante) disse que Bolsonaro estava fazendo "politicagem", mas que essa seria a única forma de "salvar os mais pobres". Simone Tebet (MDB) apoiou a PEC por considerar que as pessoas em insegurança alimentar "têm pressa".